# Пежо 406
Пежо 406 (фр. Peugeot 406) велики је породични аутомобил који је производила француска фабрика аутомобила Пежо од 1995. до 2004. године.

## Историјат
Представљен је октобра 1995. године у седан верзији са четвора врата, док у верзији караван са петора врата долази годину дана касније. У сарадњи са италијанском компанијом за дизајн аутомобила Пининфарином маја 1997. године представља купе верзију са двоја врата, која је исте године освојила награду за „најлепши аутомобил године”. Пежо 406 је користио је исту платформу као Ситроен ксантија, мада без софистицираног хидропнеуматског система вешања.
Дизајнери су комбиновали класични стил са елементима модерног дизајна, што се показао као леп и елегантан аутомобил. Карактеришу га изразито препознатљив дизајн, динамична силуета, ниско постављен предњи део возила, а удубљени браници употпуњују слику фарова. Још једно карактеристично достигнуће је добра комбинација комфора и сигурности. Унутрашњост аутомобила комбинује високу удобност и ергономски дизајн. Неколико година касније, Пежо 406 је постао један од најпопуларнијих представника пословне класе у Европи. Задржавајући карактеристике корпоративног стила, Пежо 406 је већи од претходног модела 405.
Године 1996, осваја друго место у избору за Европски аутомобил године иза Фијата браво.
Рестилизована 406-ица је представљена фебруара 1999. године, када се поправљају безбедносне перформансе и HDI мотори са већом снагом, обртним моментом и ефикасношћу горива, чинећи га релативно тихим за дизел. На спољашњем делу измењени су маска, фарови, као и задња стоп светла у црвеној боји са траком боје аутомобила на средини. Унутрашњост је такође редизајнирана.
Пежо 406 је 1997. године на европским тестовима судара освојио само две звездице од максималних пет за безбедност, а као редизајн 2001. године осваја три звездице.
Пежо 406 се производио у Француској од 1995. до 2004. године, а у Египту до 2008. године. Године 2004, наслеђује га модел 407.
Овај аутомобил, додуше мало прерађен, се користио на снимању француског филма „Такси”.

## Мотори
| Модел        | Запремина | Тип мотора          | Цилиндри/ вентили | Снага               | Година производње | Верзије                 |
| Бензин       | Бензин    | Бензин              | Бензин            | Бензин              | Бензин            | Бензин                  |
| ------------ | --------- | ------------------- | ----------------- | ------------------- | ----------------- | ----------------------- |
| 1.6 8V       | 1580 cm³  | XU5M3 (BFZ)         | 4/8               | 65 kW (87 КС)       | 09.1995–04.1997   | лимузина                |
| 1.8 8V       | 1761 cm³  | XU7JB (LFX)         | 4/8               | 66 kW (89 КС)       | 05.1997–03.2004   | лимузина, караван       |
| 1.8 16V      | 1761 cm³  | XU7JP4 (LFY)        | 4/16              | 81 kW (109 КС)      | 09.1995–10.2000   | лимузина, караван       |
| 1.8 16V      | 1749 cm³  | EW7J4 (6FZ)         | 4/16              | 85 kW (114 КС)      | 10.2000–03.2004   | лимузина, караван       |
| 2.0 16V      | 1998 cm³  | XU10J4R (RFV)       | 4/16              | 97 kW (130 КС)      | 09.1995–08.2000   | лимузина, караван, купе |
| 2.0 16V      | 1997 cm³  | EW10J4 (RFR)        | 4/16              | 99 kW (133 КС)      | 01.1999–08.2000   | лимузина, караван, купе |
| 2.0 16V      | 1997 cm³  | EW10J4 (RFN)        | 4/16              | 100 kW (130 КС)     | 08.2000–12.2004   | лимузина, караван, купе |
| 2.0 16V HPi  | 1997 cm³  | EW10D (RLZ)         | 4/16              | 103 kW (138 КС)     | 05.2001–09.2003   | лимузина, караван       |
| 2.0 8V Turbo | 1998 cm³  | XU10J2TE (RGX)      | 4/8               | 108 kW (145 КС)     | 04.1996–12.1998   | лимузина, караван       |
| 2.2 16V      | 2230 cm³  | EW12J4 (3FZ)        | 4/16              | 116 kW (156 КС)     | 08.2000–05.2005   | лимузина, караван, купе |
| 3.0 V6       | 2946 cm³  | ES9J4 (XFZ)         | 6/24              | 140 kW (190 КС)     | 10.1996–02.2000   | лимузина, караван, купе |
| 3.0 V6       | 2946 cm³  | ES9J4S (XFX)        | 6/24              | 152 kW (204 КС)     | 03.2000–05.2005   | лимузина, караван, купе |
| Дизел        |           |                     |                   |                     |                   |                         |
| 1.9 SD       | 1905 cm³  | DHW                 | 4/8               | 55 kW (74 КС)       | 10.1996–12.1998   | караван                 |
| 1.9 TD       | 1905 cm³  | XUD9TE (DHY)        | 4/8               | 66/68 kW (90/92 КС) | 01.1996–03.2004   | лимузина, караван       |
| 2.0 HDi      | 1997 cm³  | DW10TD (RHY)        | 4/8               | 66 kW (89 КС)       | 01.1999–03.2004   | лимузина, караван       |
| 2.0 HDi      | 1997 cm³  | DW10ATED4 (RHS)     | 4/8               | 79 kW (106 КС)      | 08.2001–03.2004   | лимузина, караван       |
| 2.0 HDi      | 1997 cm³  | DW10TED4 (RHZ)      | 4/8               | 80 kW (110 КС)      | 06.1998–08.2001   | лимузина, караван       |
| 2.1 TD       | 2088 cm³  | XUD11BTE (P8C)      | 4/12              | 80 kW (110 КС)      | 01.1996–12.1998   | лимузина, караван       |
| 2.2 HDi      | 2179 cm³  | DW12ATED4 (4HX/4HZ) | 4/16              | 98 kW (131 КС)      | 08.2001–05.2005   | лимузина, караван, купе |

## Галерија
- Седан пре редизајна
- Караван пре редизајна
- Купе
- Пежо 406 из француског филма „Такси”
- Седан после редизајна
- Седан после редизајна